# Zgališće
Zgališće is een plaats in de gemeente Dubrava in de Kroatische provincie Zagreb. De plaats telt 180 inwoners (2001).